# Rhyacophila kisoensis
Rhyacophila kisoensis là một loài Trichoptera trong họ Rhyacophilidae. Chúng phân bố ở miền Cổ bắc.